# Kronologija Domovinskog rata: srpanj 1990.

### 2. srpnja
- Na prvoj konferenciji za novinare Predsjedništva Sabora Republike Hrvatske formiranje Zajednice općina Knin ocijenjeno neustavnim.[1]
- U Kosovu kod Knina, na proslavi Vidovdana, službeno objelodanjen osnutak srpske autonomne krajine i predstavljen njezin prvi predsjednik dr. Milan Babić.[1]

### 3. srpnja
- U Zagrebu se sastala predsjedništva Hrvatske i Jugoslavije, na čelu s predsjednicima dr. Tuđmanom i dr. Jovićem, a postignuta je suglasnost da se jugoslavenska kriza može riješiti samo ustavnim, demokratskim putem.[1]

### 5. srpnja
- Skupština Srbije raspustila Skupštinu i Izvršno vijeće SAP Kosovo, a Albanci smatraju da je time Kosovo faktički okupirano.[1]

### 6. srpnja
- Predstavnici trinaest hrvatskih općina, u kojima živi srpsko stanovništvo, u Kninu odbacili amandmane na Ustav Hrvatske.[1]
- Nepoznata osoba, pod okriljem mraka, ispalila hitac iz vatrenog oružja na kuću predsjednika podružnice HDZ-a u Tenji Antuna Gudelja.[1]

### 11. srpnja
- Na Kosovu traju mirne i nijeme demonstracije Albanaca na Kosovu protiv srpske okupacije.[2]

### 12. srpnja
- U CENTRU Skenderija u Sarajevu, pred 3.000 pristalica, odr_ana osniva_ka skup?tina Srpske demokratske strane, kojoj je prisustvovao i Alija Izetbegovi_.[2]

### 18. srpnja
- Predsjedništvo Republike Hrvatske donijelo odluku kojom predlaže Saboru RH da se pristupi izradi i donošenju Ustava Republike Hrvatske.[2]

### 21. srpnja
- Predsjednik Republike Hrvatske dr. Franjo Tuđman primio u Zagrebu saveznog premijera Antu Markovića, a u razgovorima istaknuta potreba da se demokratske preobrazba zemlje ostvari mirnim i demokratskim putem.[3]

### 25. srpnja
- U Sabor Republike Hrvatske, proglašenjem amandmana na Ustav, promovirana državna suverenost Hrvatske, čime je ona ujedno izgubila socijalistička obilježja.[3]
- U uvodnom govoru na zasjedanju Sabora hrvatski predsjednik dr. Franjo Tuđman upozorio da se održava istodobno i srpski sabor u Srbu, a taj sabor nije izazvan nikakvim našim postupcima, štetnim po srpsko pučanstvo, nego je insceniran i provodi se po režiji.[3]
- Na mitingu u Srbu, tzv. srpskom saboru, održanom paralelno sa zasjedanjem Sabora Republike Hrvatske, donesena tzv. deklaracija o suverenosti i autonomiji srpskog naroda.[3]

### 26. srpnja
- U Saboru Republike Hrvatske prihvaćen Zakon o osnutku Hrvatske izvještajne novinske agencije - HINA.[3]

### 28. srpnja
- Predsjedništvo Republike Hrvatske ocijenilo miting u Srbu neprimjerenim razvoju demokracije u Hrvatskoj i pokušajem ostvarivanja pročetnički memorandumskih ciljeva.[3]

### 29. srpnja
- Savezni premijer Ante Marković na narodnom zboru na Kozari otpočeo predizbornu kampanju vladinog Saveza reformskih snaga.[3]

### 30. srpnja
- Na putu u Berak, u općini Vukovar, napadnuta u Trpinji organizirana kolona od 30-ak automobila članova HDZ-a.[3]